# حوض‌انبار روستای یونسی
حوض انبار روستای یونسی مربوط به دوره صفوی است و در شهرستان بجستان، روستای یونسی واقع شده و این اثر در تاریخ ۱۰ خرداد ۱۳۸۲ با شمارهٔ ثبت ۸۹۶۱ به‌عنوان یکی از آثار ملی ایران به ثبت رسیده است.